# 브루스씨

브루스씨의 문장

브루스씨(영어: Clan Bruce)는 스코틀랜드 킨카딘(Kincardine)를 근거지로 하는 씨족이다. 14세기에 두 명의 왕을 배출한 왕족 가문이기도 하다.

## 같이 보기
- 엘긴 백작
- 로버트 1세 (스코틀랜드)
- 데이비드 2세 (스코틀랜드)